# Bendung (Jetis)
Bendung is een bestuurslaag in het regentschap Mojokerto van de provincie Oost-Java, Indonesië. Bendung telt 4493 inwoners (volkstelling 2010).